# Носач Тетяна Михайлівна
Тетяна Михайлівна Носач (нар. 3 серпня 1953, село Новомихайлівка, тепер Чернігівського району Запорізької області) — українська радянська діячка, доярка колгоспу імені Леніна Чернігівського району Запорізької області. Депутат Верховної Ради СРСР 10—11-го скликань.

## Біографія
Народилася в селянській родині Михайла Микитовича і Марії Яківни Сиводід. У 1968 році закінчила вісім класів Новомихайлівської школи Чернігівського району Запорізької області.
У 1968—1970 роках — телятниця, з 1970 року — доярка колгоспу імені Леніна села Новомихайлівки Чернігівського району Запорізької області. Член ВЛКСМ.
Освіта середня спеціальна. У 1976 році без відриву від виробництва закінчила середню школу, а у 1982 році — радгосп-технікум «Перемога» Запорізької області.
Потім — на пенсії в селі Новомихайлівці Чернігівського району Запорізької області.

## Нагороди
- орден Трудової Слави ІІІ ст.
- медалі